# Waldegg
Pour l’article homonyme, voir Château de Waldegg.
Waldegg est une commune autrichienne du district de Wiener Neustadt-Land en Basse-Autriche.